# Adobe Creative Cloud
Adobe Creative Cloud là một bộ ứng dụng và dịch vụ của Adobe Inc., được cung cấp cho người dùng đăng ký để truy cập vào một bộ sưu tập phần mềm được sử dụng để thiết kế đồ họa, chỉnh sửa video, phát triển web, và nhiếp ảnh, kèm theo các ứng dụng di động và dịch vụ đám mây tùy chọn. Trong Creative Cloud, người dùng có thể đăng ký dịch vụ hàng tháng hoặc hàng năm thông qua Internet.
Phần mềm từ Creative Cloud được tải xuống từ Internet và cài đặt trực tiếp trên máy tính cá nhân, sau đó có thể sử dụng miễn là đăng ký vẫn còn hiệu lực. Creative Cloud cung cấp cập nhật trực tuyến và hỗ trợ nhiều ngôn ngữ trong quá trình đăng ký. Ban đầu, Creative Cloud được lưu trữ trên dịch vụ Amazon Web Services, tuy nhiên, từ phiên bản 2017 trở đi, Adobe đã ký một thỏa thuận mới với Microsoft, và phần mềm được lưu trữ trên dịch vụ Microsoft Azure.

Trước đây, Adobe cung cấp các sản phẩm phần mềm riêng lẻ cũng như bộ phần mềm, như Adobe Creative Suite hoặc Adobe eLearning Suite, với giấy phép phần mềm vĩnh viễn. 
Adobe Creative Cloud lần đầu tiên được công bố vào tháng 10 năm 2011. Một phiên bản mới của Adobe Creative Suite đã được phát hành vào năm sau. Vào ngày 6 tháng 5 năm 2013, Adobe đã thông báo rằng sẽ không có phiên bản mới nào của Creative Suite được phát hành và các bản phát hành phần mềm sẽ chỉ có sẵn thông qua Creative Cloud. Phiên bản Creative Cloud đầu tiên được phát hành vào ngày 17 tháng 6 năm 2013.

## Các ứng dụng và dịch vụ hiện tại
Adobe Creative Cloud giữ lại nhiều tính năng của Adobe Creative Suite và giới thiệu các tính năng mới;  quan trọng nhất là khả năng nâng cấp ngay lập tức, lưu vào đám mây và chia sẻ dễ dàng hơn. Vào tháng 6 năm 2014, công ty đã công bố 14 phiên bản mới của các công cụ máy tính để bàn thiết yếu của Creative Cloud, bốn ứng dụng di động mới và sự sẵn có của phần cứng sáng tạo dành cho khách hàng doanh nghiệp, giáo dục và nhiếp ảnh.   
Adobe đã ngừng sản xuất chương trình tạo đĩa video Adobe Encore và trình chỉnh sửa bitmap tập trung vào web Adobe Fireworks vào năm 2013. Tuy nhiên, qua Creative Cloud, cả hai chương trình này vẫn có sẵn để tải xuống cho người dùng cho đến tháng 5 năm 2019.

## Tham Khảo
1. ↑  "Create beautiful new worlds together". Adobe. ngày 26 tháng 10 năm 2021. Truy cập ngày 26 tháng 10 năm 2021.
2. ↑  "Unleashing Creativity for All with the Next Generation of Creative Cloud". Adobe Newsroom. ngày 26 tháng 10 năm 2021. Truy cập ngày 26 tháng 10 năm 2021.
3. ↑  Shankland, Stephen (ngày 11 tháng 5 năm 2012). "Adobe launches Creative Cloud subscription service". CNET. CBS Interactive. Bản gốc lưu trữ ngày 26 tháng 2 năm 2018. Truy cập ngày 24 tháng 2 năm 2014.
4. ↑  Ekin, A. Cemal (ngày 8 tháng 5 năm 2013). "Creative Cloud or Captive Consumer?". Keptlight. Truy cập ngày 8 tháng 5 năm 2013.
5. ↑  "Adobe and Microsoft partner in the Azure cloud to help businesses transform customer engagement". News Center. ngày 26 tháng 9 năm 2016. Truy cập ngày 10 tháng 5 năm 2017.
6. ↑  Weber, Harrison (ngày 26 tháng 5 năm 2013). "Adobe Abandons Its Creative Suite to Focus on Creative Cloud". The Next Web. Truy cập ngày 8 tháng 7 năm 2014.
7. ↑  Weber, Harrison (ngày 18 tháng 6 năm 2014). "Adobe launches Creative Cloud 2014 — its first massive update since killing the Creative Suite". VentureBeat. Truy cập ngày 13 tháng 7 năm 2014.
8. ↑  Muchmore, Michael (ngày 6 tháng 5 năm 2013). "Adobe Ditches Creative Suite for CC: Creative Cloud". PC Magazine. Truy cập ngày 13 tháng 7 năm 2014.
9. ↑  Cunningham, Andrew (ngày 7 tháng 5 năm 2013). "Adobe's Creative Suite is dead, long live the Creative Cloud". Ars Technica.
10. ↑  Campbell-Dollaghan, Kelsey (ngày 6 tháng 5 năm 2013). "Say Goodbye to Creative Suite: Adobe CS Is Now Creative Cloud". Gizmodo. Truy cập ngày 8 tháng 7 năm 2014.
11. ↑  "Adobe Announces All New 2014 Release of Creative Cloud". The Wall Street Journal. ngày 18 tháng 6 năm 2014. Truy cập ngày 13 tháng 7 năm 2014.
12. ↑  Nathan Olivarez-Giles (ngày 18 tháng 6 năm 2014). "Photoshop Mix for iPad, Lightroom for iPhone Arrive With Adobe Creative Cloud 2014 Update". The Wall Street Journal. Truy cập ngày 13 tháng 7 năm 2014.
13. ↑  "Adobe launches sweeping upgrade to its Creative Cloud lineup". The Next Web. Truy cập ngày 13 tháng 7 năm 2014.
14. ↑  "Adobe's 2014 Creative Cloud update: Desktop upgrades, new mobile apps, creative hardware". ZDNet. ngày 18 tháng 6 năm 2014. Truy cập ngày 13 tháng 7 năm 2014.

## Liên Kết ngoài
- Website chính thức